# Crosaphis
Crosaphis – wymarły rodzaj owadów z rzędu muchówek, jedyny z rodziny Crosaphididae.
Rodzaj ten wprowadzony został w 1971 roku przez J.W. Evansa dla pojedynczego gatunku: Crosaphis anomala. Opisu dokonano na podstawie pojedynczej skamieniałości: odcisku skrzydła pochodzącego z późnego triasu, odnalezionego w Australii. Autor sklasyfikował go jako pluskwiaka. Okaz ten został ponownie przebadany przez W.G. Kowalewa, który w publikacji z 1983 roku umieścił ów rodzaj w nowej, monotypowej rodzinie Crosaphididae w obrębie muchówek. Autor uznał ją za najbliżej spokrewnioną z Mycetobiidae i wraz z nimi zaklasyfikował ją do nadrodziny Mycetobioidea w obrębie Bibionomorpha. W 1994 roku D.S. Amorim i S.H.S Tozoni zaliczyli Crosaphis go do Mycetobiidae w obrębie Anisopodoidea, a N.L. Evenhuis podważał zasadność jego umieszczania w Anisopodoidea, wskazując na podobieństwa w użyłkowaniu do bujankowatych z podrodziny Mythicomiinae.
W 2007 roku W.A. Błagoderow i D.A. Grimaldi opisali kolejny gatunek niepewnie zaliczony do tego rodzaju: Crosaphis virginensis. Opisu dokonano na podstawie dobrze zachowanego odcisku ciała pochodzącego z późnego karniku (trias) i znalezionego na terenie stanu Wirginia w Ameryce Północnej. Owad ten miał ciało długości 1,78 mm i skrzydło długości 1,36 mm. Podobnie jak C. anomala cechował się prawie prostą żyłką anterokubitalną oraz trzonem żyłki medialnej M1+2 co najmniej dwukrotnie dłuższym niż odcinek tej żyłki przed żyłką poprzeczną radialno-medialną. Błagoderow i Grimaldi pozostawili takson w rodzinie Crosaphididae, którą na podstawie umieścili w Anisopodoidea.